# John Spottiswoode

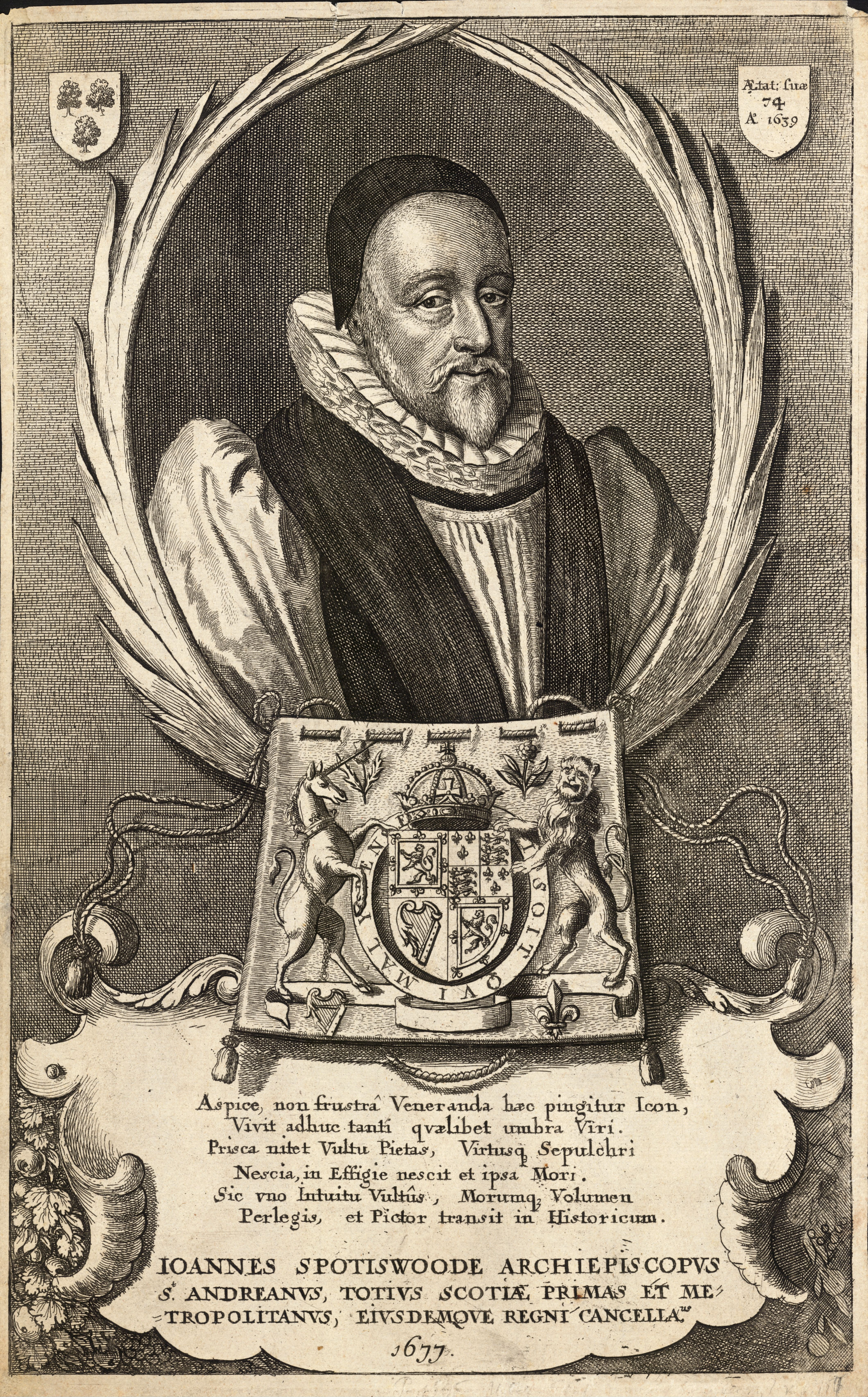
John Spottiswoode

John Spottiswoode  (Mid Calder, West Lothian, Schotland, 1565 - Londen, 26 november 1639) was aartsbisschop van St Andrews en historicus.
Aanvankelijk was Spottiswoode een overtuigd aanhanger van het Presbyterianisme, maar door de toenemende spanning tussen kerk en koning veranderde hij van inzicht. 

Hij kwam met Jacobus VI van Schotland mee toen deze als Jacobus I van Engeland de troon besteeg. Deze benoemde hem in 1603 tot aartsbisschop van Edinburgh en in 1615 tot aartsbisschop van St Andrews en primaat van Schotland.
Hij werd een verklaard tegenstander van de presbyterianen, hoewel hij het niet altijd eens was met de inzichten op kerkelijk gebied van Jacobus' opvolger, koning Karel I.
Zijn belangrijkste werk als schrijver was The History of the Church of Scotland, dat postuum verscheen in 1655.  
Spottiswoode werd begraven in Westminster Abbey op 2 december 1639.
- Bibliothèque nationale de France: cb13191822c (data)
- Gemeinsame Normdatei: 129115789
- International Standard Name Identifier: 0000 0000 8359 238X
- Library of Congress Control Number: n84134068
- Nationale bibliotheek van Australië: 35944312
- Nationale Bibliotheek van Israël: 987007279362005171
- Nederlandse Thesaurus van Auteursnamen: 070233306
- Réseau des bibliothèques de Suisse occidentale: 02-A022789005
- LIBRIS: 318521
- SNAC: w6xm1ckz
- Système universitaire de documentation: 22567680X
- Trove: 1157291
- Virtual International Authority File: 14914104
- WorldCat: E39PBJwRYdXtpqPC84D78QhWDq